# 角田誠
角田誠（1983年7月10日—），日本職業足球員，日本20歲以下足球代表隊成員。

## 俱乐部生涯
2001年，角田誠在京都不死鳥开始足球生涯。2004年转会至名古屋鯨魚，2006年转会至京都不死鳥，2007年转会至京都不死鳥，2011年转会至仙台維加泰，2015年转会至川崎前鋒，2015年转会至清水心跳。

## 日本國家足球隊
角田誠参加了2003年世界青年錦標賽。

## 外部連結
- （日語）J.League Data Site （页面存档备份，存于）